# Prescottia petiolaris
Prescottia petiolaris är en orkidéart som beskrevs av John Lindley. Prescottia petiolaris ingår i släktet Prescottia och familjen orkidéer. Inga underarter finns listade i Catalogue of Life.